# Thierry Meyer
Pour les articles homonymes, voir Meyer.
 (janvier 2025).
Si vous disposez d'ouvrages ou d'articles de référence ou si vous connaissez des sites web de qualité traitant du thème abordé ici, merci de compléter l'article en donnant les références utiles à sa vérifiabilité et en les liant à la section « Notes et références ».
Thierry Meyer est un footballeur français né le 22 janvier 1958 à Mulhouse.

## Carrière
Formé au centre de formation sochalien, Thierry Meyer inscrit son premier but en tant que professionnel en D1 à l'occasion de son premier match avec l'équipe phare du FC Sochaux alors qu'il n'a que 18 ans.
Il passe la première moitié de sa carrière dans son club formateur avec qui il inscrit un but lors de la demi-finale de la coupe UEFA 1980-1981 perdue face au club hollandais de l'AZ Alkmaar.
Il joue ensuite deux saisons avec l'ASNL avant de terminer sa carrière au SC Bastia.

## Palmarès
- Finaliste de la Coupe Gambardella en 1975 avec le FC Sochaux